# Demmin
Demmin è una città del Meclemburgo-Pomerania Anteriore, in Germania. Appartiene al circondario della Seenplatte del Meclemburgo, e nel suo territorio il Trebel sfocia nel fiume Peene. Demmin, pur non essendo parte di alcuna comunità amministrativa, ospita la sede della comunità (Amt) Demmin-Land. Demmin si fregia del titolo di "città anseatica" (Hansestadt).

## Il suicidio di massa di Demmin[2]
Alla fine della Seconda guerra mondiale l'avanzata dell'Armata Rossa provocò a Demmin un gigantesco suicidio di massa.
Nel 1945 la città contava tra 15.000 e 16.000 abitanti, ospitando anche migliaia di profughi dall'Est, che all'incirca raddoppiavano la sua popolazione. Alla fine di aprile, quando il fronte orientale si avvicinò in vista della Battaglia di Berlino, i civili rimasti in città (soprattutto donne coi bambini e anziani) furono costretti a scavare un fossato anticarro lungo 5 chilometri a est della città per rallentare la marcia dei russi. La fuga dei tedeschi dalla città iniziò il 28 aprile: i funzionari del partito nazista partirono su autopompe sequestrate, l'ospedale fu evacuato, tutta la polizia se ne andò e alcuni civili fuggirono.
Avanguardie dell'Armata Rossa raggiunsero Demmin a mezzogiorno del 30 aprile 1945. Sul campanile della chiesa fu issata una bandiera bianca. Secondo un testimone oculare, i negoziatori sovietici si avvicinarono al fossato anticarro e promisero di risparmiare alla popolazione civile di Demmin "molestie" e saccheggi in caso di resa senza combattimento; le restanti unità della Wehrmacht e alcune Waffen-SS si ritirarono attraverso Demmin, e circa mezz'ora dopo l'incidente fecero saltare dietro di loro tutti i ponti che portavano fuori città, mentre le unità sovietiche stavano già avanzando attraverso la città stessa.
La distruzione dei ponti impedì ai sovietici di avanzare verso Rostock, che avevano pianificato di raggiungere lo stesso giorno. Impedì anche la fuga della popolazione civile, intrappolata dai fiumi che circondano la città. Secondo testimoni oculari, alcuni appartenenti alla Gioventù hitleriana spararono ai soldati sovietici, nonostante diverse bandiere bianche fossero issate sugli edifici di Demmin. In particolare, un insegnante lealista nazista, dopo aver sparato a sua moglie e ai suoi figli, lanciò una granata sui soldati sovietici usando un panzerfaust, prima di impiccarsi.
I soldati sovietici furono autorizzati a saccheggiare la città per tre giorni. Ne seguirono stupri di massa di donne locali, secondo testimoni oculari, "indipendentemente dall'età", e spari contro uomini tedeschi che si erano opposti a questa pratica. Inoltre, vaste aree della città furono incendiate, quasi tutto il centro bruciò completamente e l'80% della città fu distrutto in quei tre giorni. Secondo quanto riferito da testimoni, molti dei soldati che si erano dati a stupri, esecuzioni e saccheggi erano ubriachi .
Questi eventi, insieme alla paura delle atrocità che la propaganda nazista annunciava da tempo, provocarono il panico tra la popolazione: ne seguirono centinaia di suicidi, spesso collettivi, di famiglie intere - moltissimi di donne con i loro figli - realizzati con tutti i mezzi, ma soprattutto gettandosi nei fiumi che ora isolavano la città, nonostante che perfino i russi, impressionati, cercassero di ostacolarli.
Sul numero dei morti non ci sono notizie certe, dato che solo di 500 dei sepolti in una fossa comune furono registrati i nomi. Le stime oscillano tra 700 e 1200 suicidi.

## Amministrazione

### Gemellaggi
Demmin è gemellata con:
- Bad Bevensen
- Bobolice
- Lünen
- Porta Westfalica

## Sport

### Calcio
La squadra locale è l'SV Demminer 91, militante in Kreisoberliga, il nono livello del calcio tedesco.